# Баал II

Тир в составе Нововавилонского царства

Баал II (финик. 𐤁𐤏𐤋, Ba‘al — «господин»); — царь Тира в 573/571—564/563 годах до н. э.

## Биография
Баал II, получивший имя в честь Баала, одного из главных финикийских божеств, стал правителем Тира в период между 573 и 571 годом до н. э. включительно. В труде Иосифа Флавия «Против Апиона» со ссылкой на Менандра Эфесского сообщается, что Баал II был преемником царя Итобаала III и правил десять лет.
Баал II получил престол с согласия царя Вавилонии Навуходоносора II. В качестве лица, исполнявшего курирование деятельности тирского царя, вавилонским правителем в город был прислан чиновник Энлиль-шапик-зери. Возможно, с подчинением финикийских правителей царю Вавилонии связан поход египетского фараона Априя против Тира, Сидона и городов Кипра, осуществлённый в конце 570-х годов. Согласно Геродоту и Диодору Сицилийскому, египтяне с моря напали на Тир и Кипр и с суши на Сидон. Тирско-кипрский флот был разбит, а Сидон захвачен и разграблен.
Вероятно, Баал II до конца своей жизни был верным данником Навуходоносора II. О присутствии в Вавилоне при дворе этого властителя неназванных по имени финикийских царей Тира, Сидона и Арвада сообщается в 570 году до н. э.
Правивший десять лет Баал II скончался в 564 или 563 году до н. э., и после его смерти вавилонский монарх по неизвестным причинам ликвидировал царскую власть в Тире. Все члены царской семьи были вывезены в Вавилон, а город включён в вавилонскую провинцию, центром которой был Кадеш. Управление Тиром было поручено суффетам, первым из которых был Йакинбаал, сын Васлиха. Царская власть в Тире была восстановлена только в 555 году до н. э., когда на престол новым вавилонским властителем Набонидом был возведён Мербаал, один из близких родственников (возможно, сын) Баала II.